# Diporodesmus afer
Diporodesmus afer är en mångfotingart som beskrevs av Filippo Silvestri 1918. Diporodesmus afer ingår i släktet Diporodesmus och familjen fingerdubbelfotingar. Inga underarter finns listade i Catalogue of Life.